# Leonid Uschkalow

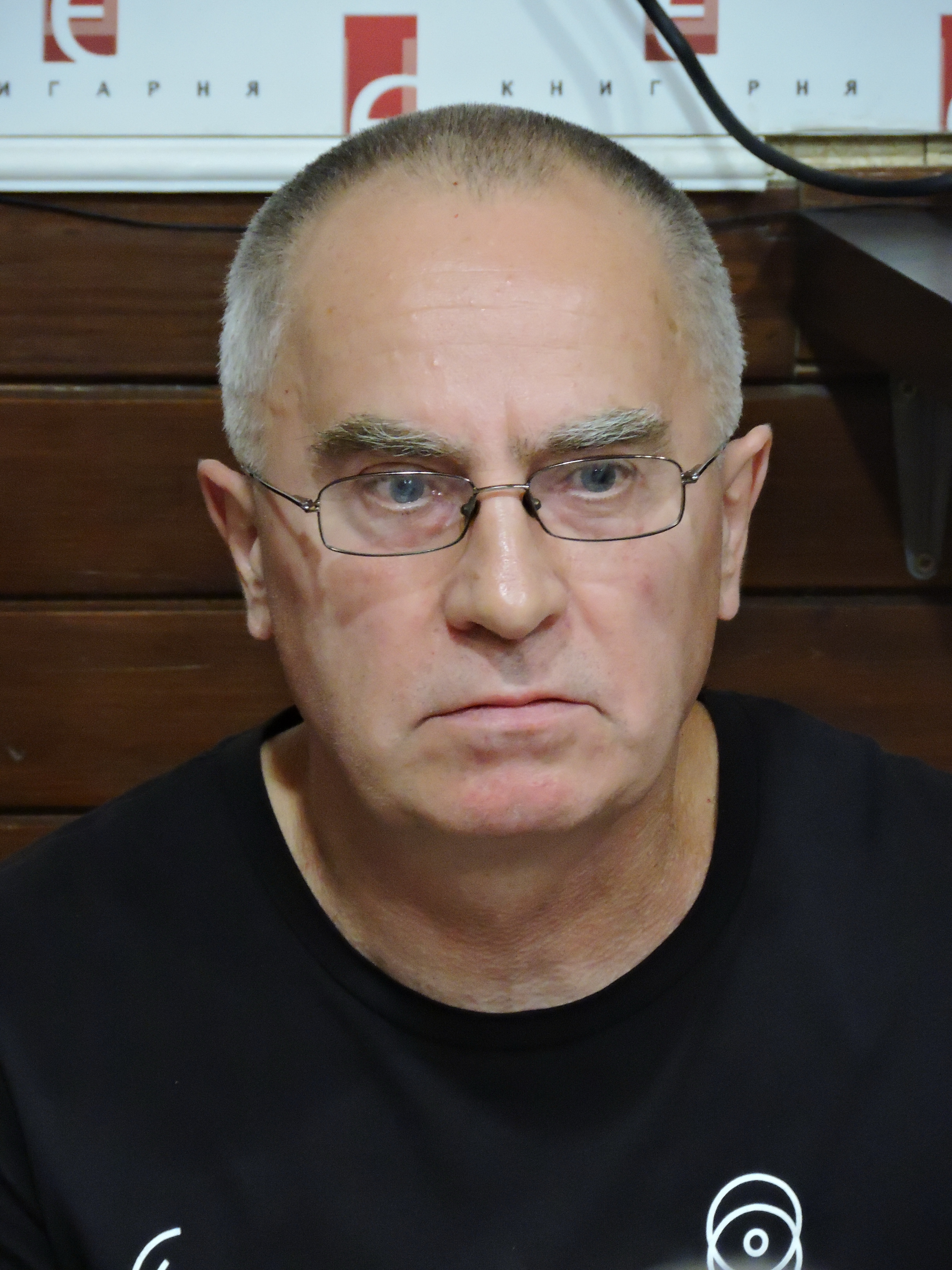
Leonid Uschkalow (2017)

Leonid Wolodymyrowytsch Uschkalow (ukrainisch Леонід Володимирович Ушкалов; wiss. Transliteration Leonid Volodymyrovyč Uškalov; * 5. November 1956 in Krasnopillja, Oblast Sumy, Ukrainische SSR; † 25. Februar 2019 in Charkiw) war ein ukrainischer Literaturwissenschaftler, Schriftsteller und Essayist. Für seine Veröffentlichungen verwendete er zumeist die Namensschreibung ohne Patronym.

## Biographie
Leonid Uschkalow studierte von 1977 bis 1982 an der philologischen Fakultät der Universität Charkow. Anschließend nahm er die Gelehrten-Laufbahn, promovierte 1989 mit der Untersuchung „Das Wirken Hryhorij Skoworodas und die antike Kultur“, und habilitierte sich 1996 mit der Arbeit „Das ukrainische Barock und seine Beziehungen zur Philosophie“. Seit 1995 wirkte er als Professor an der Nationalen Pädagogischen Hryhorij-Skoworoda-Universität in Charkiw. Uschkalow war verheiratet mit der Philologin Oleksandra, ihr gemeinsamer Sohn ist der Schriftsteller und Literaturwissenschaftler Oleksandr (Sascha) Uschkalow.

## Werk
Die Forschungen Uschkalows konzentrieren sich auf das Werk des ukrainischen Wanderphilosophen Hryhorij Skoworoda und sein literarisch-philosophisches Umfeld, also die für die Kulturgeschichte der Ukraine wichtige Barockzeit. Nach zahlreichen Studien und Essays zu Skoworoda hat Uschkalow 2010 eine umfassende kritische Werkausgabe des Philosophen herausgegeben, die inzwischen zweimal nachgedruckt worden ist. Aufsätze Uschkalows erschienen in der Ukraine, der Russischen Föderation, Polen, Italien und Deutschland. Immer wieder hat er seine eigenen Aufsätze und Essays in Aufsatzbänden zusammengetragen. Neben den Aufsatzbänden hat er einzelnen großen Protagonisten des ukrainischen Geisteslebens der Barockzeit kleine Monographien gewidmet: Hryhorij Skoworoda, Taras Schewtschenko, Hryhorij Kwitka-Osnowjanenko und Panas Myrnyj. Aus seinen Lehrveranstaltungen ist inzwischen auch eine kleine Literaturgeschichte entstanden. Außerdem wirkt er mit an der neuesten 10-bändigen Literaturgeschichte der Ukraine. Zuletzt erschien von Uschkalow ein Kinder- und Jugendbuch, Schewtschenko von A bis Z.

## Auszeichnungen
Für seine Forschungen ist Uschkalow mehrfach ausgezeichnet worden:
- Internationaler Hryhorij Skoworoda-Preis (2007)
- Iwan-Franko-Preis der Nationalen Akademie der Wissenschaften (2010)

## Mitgliedschaften
- Charkiwer historisch-philologische Gesellschaft (1993)
- Nationalverband der Schriftsteller der Ukraine (2013)

## Bibliographie

### Selbständige Veröffentlichungen
- Нариси з філософії Григорія Сковороди (Grundzüge zur Philosophie Hryhorij Skoworodas). Osnova, Charkiw 1993.
- Світ українського бароко: філологічні етюди (Die Welt des ukrainischen Barocks: philologische Studien). Oko, Charkiw 1994.
- Григорій Сковорода і антична культура (Hryhorij Skoworoda und die antike Kultur). Snannja, Charkiw 1997.
- З історії української літератури XVII–XVIII століть (Zur Geschichte der ukrainischen Literatur des 17. bis 18. Jahrhunderts). Akta, Charkiw 1999.
- Українське барокове богомислення. Сім етюдів про Григорія Сковороду (Ukrainische Barock-Theologie. Sieben Studien zu Hryhorij Skoworoda). Akta, Charkiw 2001.
- Два століття сковородіяни: бібліографічний довідник (Zwei Jahrhunderte Skoworodabeschäftigung: bibliographisches Handbuch). Akta, Charkiw 2002.
- Григорій Сковорода: семінарій (Hryhorij Skoworoda: Seminar). Majdan, Charkiw 2004. Online  (abgerufen am 2. Juni 2017)
- Есеї про українське бароко (Aufsätze über das ukrainische Barock). Fakt/Nasch Tschas, Kiew 2006.
- «На риштованнях історії української літератури»: дещо про рецепцію нашої класики (Auf dem Baugerüst einer Geschichte der ukrainischen Literatur). Zentrum für geisteswissenschaftliche Forschungen/Smoloskyp, Lwiw-Kiew 2007 (Universytets’ki dialohi; Bd. 3).
- Сковорода та інші. Причинки до історії української літератури (Skoworoda und andere. Beweggründe zur Geschichte der ukrainischen Literatur). Fakt, Kiew 2007.
- Григорій Сковорода. (Hryhorij Skoworoda). Folio, Charkiw 2009.
- Тарас Шевченко (Taras Schewtschenko). Folio, Charkiw 2009.
- Від бароко до постмодерну: есеї (Vom Barock bis zur Postmoderne. Essays). Hrani-T, Kiew 2011.
- Реалізм — це есхатологія: Панас Мирний. (Realismus ist Eschatologie: Panas Myrnyj) Majdan, Charkiw 2012. Online  (abgerufen am 2. Juni 2017)
- Григорій Квітка-Основ’яненко (Hryhoryj Kwitka-Osnowjanenko). Folio, Charkiw 2012.
- Панас Мирний (Panas Myrnyj). Folio, Charkiw 2012.
- Моя шевченківська енциклопедія: із досвіду самопізнання (Meine Schewtschenko-Enzyklopädie: aus der Selbsterfahrung). Majdan/CIUS, Charkiw u. a. 2014.
- Сковорода, Шевченко, фемінізм…: Статті 2010-2013 років (Skoworoda, Schewtschenko, Feminismus...). Majdan, Charkiw 2014. Online  (abgerufen am 2. Juni 2017)
- Що таке українська література: есеї (Was ist das, ukrainische Literatur: Essays). I. S. Iwantschenko, Charkiw 2014. Verlag des alten Löwen, Lwiw 2015.
- Література і філософія: доба українського бароко (Literatur und Philosophie: Das Zeitalter des ukrainischen Barocks). Majdan, Charkiw 2014.
- Україна і Європа (Die Ukraine und Europa). Majdan, Charkiw 2016.
- Шевченко від А до Я (Schewtschenko von A bis Z). Verlag des alten Löwen, Lwiw 2017.
- Ловитва невловного птаха: життя Григорія Сковороди (Haschen nach einem schwer fassbaren Vogel: Das Leben Hryhorij Skoworodas). Duch i Litera, Kiew 2017.
  - Catching an Elusive Bird: The Life of Hryhorii Skovoroda. ibidem, Stuttgart 2024, ISBN 978-3838218946. (das Buch wurde in die Liste der 100 Bücher, die helfen, die Ukraine zu verstehen, aufgenommen[2])
- Сковорода від А до Я (Skoworoda von A bis z). Verlag des alten Löwen, Lwiw, 2019.
- Чарівність енергії: Михайло Драгоманов (Die Zauberhaftigkeit der Energie.: Myhajlo Drahomanow). Duch i Litera, Kiew 2019.
- Філософія свободи Григорія Сковороди (Hryhorij Skoworodas Philosophie der Freiheit). Folio, Charkiw 2024.

### Herausgeberschaften
Uschkalow hat zusätzlich zu seinen eigenen Aufsatzbänden fast ein Dutzend weiterer Konferenz- und Aufsatzbände herausgegeben. Die wichtigste Herausgabe ist freilich die vollständige akademische Skoworoda-Werkausgabe, der 2007 zunächst eine Auswahlausgabe vorangegangen war.
- Григорій Сковорода. Повна академічна збірка творів. Charkiw 2010 = Charkiv-Edmonton-Toronto 2011, Nachdruck, Verleger Oleksandr Sawtschuk, Charkiw 2016. Online  (abgerufen am 2. Juni 2017)